# Forschungszentrum Gotha der Universität Erfurt
Das Forschungszentrum Gotha der Universität Erfurt (FZG) ist eine zentrale Einrichtung der Universität Erfurt. Es hat seinen Sitz im ehemaligen Landschaftshaus Am Schloßberg 2 in Gotha.

## Aufgaben
Aufgabe des FZG ist die Durchführung koordinierter Forschungsvorhaben zur Kultur- und Wissensgeschichte der Neuzeit in disziplinübergreifender Perspektive, insbesondere auf Grundlage der reichen historischen Bestände der herzoglichen Sammlungen in Gotha. Dafür betreibt und unterstützt es wissenschaftliche Forschung, stellt Förderanträge bei öffentlichen und nicht-öffentlichen Förderinstitutionen im In- und Ausland und verfolgt eigene Forschungsvorhaben in Einzel- und Gemeinschaftsarbeit seiner Mitglieder sowie in Kooperation mit in- und ausländischen Wissenschaftlerinnen und Wissenschaftlern. Das FZG fördert Promovierende und Postdocs, betreut und unterstützt Gastwissenschaftlerinnen und Gastwissenschaftler aus dem In- und Ausland, die mit den Gothaer Sammlungsbeständen arbeiten wollen, vergibt Stipendien und betreut die Stipendiatinnen und Stipendiaten administrativ und wissenschaftlich während ihres Aufenthaltes in Gotha. Weiterhin veranstaltet das FZG Vorträge, Tagungen, Workshops sowie internationale Konferenzen, unterstützt die interdisziplinäre Vermittlung von Ergebnissen der Forschung in der Lehre der Universität Erfurt und versteht sich als eine Einrichtung zur Vermittlung wissenschaftlicher Forschungsergebnisse in eine breitere Öffentlichkeit sowie als Akteur des kulturellen Lebens in Gotha und Thüringen.

## Forschungsprofil
Das FZG beschäftigt sich mit der Kultur- und Wissensgeschichte der Neuzeit. Dies umgreift sowohl elaborierte Wissensformen – Philosophie, Gelehrsamkeit, Naturkunde, Arkanwissen, insbesondere mit Blick auf die Vorgeschichte der späteren Geistes- und Kulturwissenschaften – als auch eher praktische Ausprägungen des Wissens, seien diese nun institutionell geformt (z. B. Verwaltungs-, Staats- und Rechtswissen) oder überwiegend erfahrungsbasiert (praktisches Wissen, Laien- bzw. Alltagswissen, „tacit knowledge“). Der erkenntnisleitende Fokus liegt dabei insbesondere auf der Wissensproduktion, also den Praktiken, die Wissen hervorbringen und strukturieren. Neben in Texten überliefertem Wissen untersuchen die am Forschungszentrum tätigen Wissenschaftlerinnen und Wissenschaftler sowohl bildliches Wissen – gespeichert etwa in emblematischen Darstellungen, Grafiken oder auch Karten – als insbesondere auch Objekte und Sammlungen als materielle Wissensspeicher.
Das Forschungsprogramm des FZG vereint somit ein breites Spektrum an Fragen und Themen, das von der klassischen Ideengeschichte über die Kulturgeschichte des Sammelns bis zu aktuellen Neuansätzen der historischen Wissenschaftsforschung (history of science, history of scholarship) reicht und das sich stets mit anderen geschichts- und kulturwissenschaftlichen Disziplinen verbindet. Zeitlicher Schwerpunkt der Arbeit ist – den herzoglichen Sammlungen in der Forschungsbibliothek Gotha und der Stiftung Schloss Friedenstein Gotha entsprechend – die Frühe Neuzeit von etwa 1500 bis 1800 einschließlich ihrer Übergänge.
Methodisch sieht sich das FZG einer kulturwissenschaftlich informierten, theoretisch reflektierten wie zugleich quellenorientierten Vorgehensweise verpflichtet. Die spezifische Gothaer Wissensgeschichte ist somit an Praktiken ebenso interessiert wie an Ideen und Diskursen, an räumlichen Relationen, visuellen Medien und materiellen Dingen ebenso wie an komplexen Theoriezusammenhängen. Darüber hinaus nimmt sie beständig die thematischen und methodischen Anregungen aus den Forschungsprojekten der temporär in Gotha arbeitenden Stipendiaten und Gastwissenschaftler auf, um das Programm einer transdisziplinären, sammlungsbezogenen Wissensgeschichte weiter zu konturieren und für die empirische Arbeit mit den Gothaer Beständen fruchtbar zu machen.

## Entwicklungsgeschichte
Das FZG (damals noch: Forschungszentrum Gotha für kultur- und sozialwissenschaftliche Studien) wurde 2004 auf Anregung des Wissenschaftsrats als zentrale wissenschaftliche Einrichtung der Universität Erfurt gegründet. Die Gründung verfolgte ein doppeltes Ziel: Zum einen galt es, die historischen Bestände der Forschungsbibliothek Gotha (FBG), einer der bedeutendsten Frühneuzeitbibliotheken Deutschlands, die mit der Sammlung Perthes darüber hinaus ein einzigartiges Verlagsarchiv des 19. und 20. Jahrhunderts bewahrt, zu erschließen und stärker in die Forschungsdiskussion einzuspeisen. Zum anderen sollte das Zentrum unter der Leitung seines Gründungsdirektors Peer Schmidt, eines Spezialisten für lateinamerikanische und südwesteuropäische Geschichte, dem Reformanspruch der Universität Erfurt hinsichtlich einer Stärkung der interdisziplinären geistes- und sozialwissenschaftlichen Forschung mit kulturwissenschaftlichem Fokus Rechnung tragen. Parallel dazu wurde mit Unterstützung der Fritz Thyssen Stiftung das seither vom FZG betreute internationale Herzog-Ernst-Stipendienprogramm (HES) ins Leben gerufen, mit dem inzwischen pro Jahr rund 25 Stipendiaten (Doktoranden und Postdoktoranden) für einen Forschungsaufenthalt von einem bis sechs Monaten nach Gotha kommen. Bislang konnten damit rund 400 Nachwuchswissenschaftler aus der ganzen Welt gefördert werden. Ein Stipendium für etablierte Wissenschaftler, das Hiob-Ludolf-Fellowship, sowie weitere Stipendienprogramme kamen in den letzten Jahren hinzu. 2008 schuf die Universität Erfurt einen Lehrstuhl für Wissenskulturen der europäischen Neuzeit, dessen Inhaber Martin Mulsow seither zugleich Direktor des FZG ist. In der Folge entwickelte sich das Zentrum rasch zu einer allgemein anerkannten Forschungs- und Begegnungsstätte für Frühneuzeitstudien von internationaler Ausstrahlung.
2012/13 beschloss die Universität Erfurt, die Struktur des FZG zu stärken und es zugleich inhaltlich breiter aufzustellen, indem der bisherige Schwerpunkt der Frühneuzeitlichen Wissenskulturen um eine zweite Abteilung zur Erforschung der Sammlung Perthes erweitert wurde. In enger Zusammenarbeit mit dem FZG richtete die Universität deshalb eine Professur für die Globalgeschichte des 19. Jahrhunderts ein, welche 2013 mit Iris Schröder besetzt wurde, die zugleich zur Stellvertretenden Direktorin des FZG ernannt wurde. Per Satzung vom März 2013 wurden – zunächst für fünf Jahre – zwei ständige Abteilungen eingerichtet und die Stelle einer wissenschaftlichen Geschäftsführung geschaffen. Mit dem Umzug des FZG in das ehemalige Landschaftshaus im Frühjahr 2018 sowie dem Ablauf der vorläufigen Satzung im selben Jahr wurde beschlossen, die bisherige zweite Abteilung des FZG unter der Leitung von Iris Schröder zu verselbständigen. Zu diesem Zweck wurde zu Jahresbeginn 2021 das Forschungskolleg Transkulturelle Studien / Sammlung Perthes ins Leben gerufen.
Das FZG konzentriert sich seither – wie bereits von 2008 bis 2013 – wiederum auf die Kultur- und Wissensgeschichte der Frühen Neuzeit von etwa 1500 bis 1800 einschließlich ihrer Übergänge zum späten Mittelalter und zur Renaissance auf der einen und der sogenannten Sattelzeit auf der anderen Seite.

## Schriftenreihe
- Gothaer Forschungen zur Frühen Neuzeit im Franz Steiner Verlag